# Les Plans (Hérault)
 Les Plans  es una población y comuna francesa, situada en la región de Occitania, departamento de Hérault, en el distrito de Lodève y cantón de Lodève.

## Enlaces externos

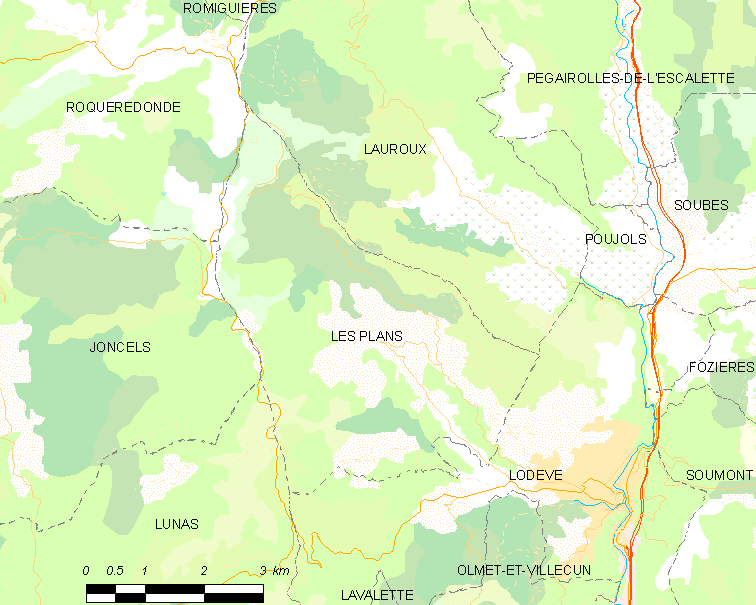
Mapa

## Demografía
| 117 | 123 | 141 | 177 | 246 | 265 | 292 |
| Para los censos de 1962 a 1999 la población legal corresponde a la población sin duplicidades (Fuente: INSEE [Consultar]) |     |     |     |     |     |     |